# Puchar Ameryki Północnej w snowboardzie 2017/2018
Puchar Ameryki Północnej w snowboardzie w sezonie 2017/2018 to kolejna edycja tej imprezy. Cykl ten rozpoczął się 9 grudnia 2017 roku w amerykańskim ośrodku narciarskim Steamboat Ski and Resort zawodami w gigancie równoległym. Ostatnie zawody sezonu zostały rozegrane 3 kwietnia 2018 roku w amerykańskim ośrodku narciarskim Copper Mountain Resort zawodami slalomu równoległego.

## Konkurencje
- slalom równoległy (PSL)
- gigant równoległy (PGS)
- snowcross
- halfpipe
- slopestyle

## Kalendarz i wyniki Pucharu Ameryki Północnej

### Mężczyźni
| Lp  | Data             | Miejscowość                 | Dyscyplina | 1. Miejsce                | 2. Miejsce         | 3. Miejsce                |
| --- | ---------------- | --------------------------- | ---------- | ------------------------- | ------------------ | ------------------------- |
| 1.  | 9 grudnia 2017   | Steamboat Ski and Resort    | PGS        | Steven McCutcheon         | Michael Nazwaski   | Christian de Oliviera     |
| 2.  | 10 grudnia 2017  | Steamboat Ski and Resort    | PSL        | Christian de Oliviera     | Emilio Botero      | Steven McCutcheon         |
| 3.  | 12 grudnia 2017  | Copper Mountain Resort      | HP         | Raibu Katayama            | Naito Ando         | Yūto Totsuka              |
| 4.  | 13 grudnia 2017  | Copper Mountain Resort      | HP         | Yūto Totsuka              | Naito Ando         | Raibu Katayama            |
| 5.  | 15 grudnia 2017  | Buck Hill                   | PSL        | William Taylor            | Michael Nazwaski   | Andrew Hildebrand         |
| 6.  | 16 grudnia 2017  | Buck Hill                   | PSL        | Richard Riley Kilmer-Choi | Steven McCutcheon  | Michael Nazwaski          |
| 7.  | 17 grudnia 2017  | Buck Hill                   | PSL        | Dylan Udolf               | Steven McCutcheon  | Michael Nazwaski          |
| 8.  | 3 stycznia 2018  | Le Relais                   | PGS        | Michael Nazwaski          | Arnaud Gaudet      | Magnus Hambleton          |
| 9.  | 4 stycznia 2018  | Le Relais                   | PGS        | Arnaud Gaudet             | Andrew Hildebrand  | Steven McCutcheon         |
| 10. | 23 stycznia 2018 | Sun Peaks                   | SS         | Liam Gill                 | Jeremy Langevin    | Carter Jarvis             |
| 11. | 24 stycznia 2018 | Sun Peaks                   | SS         | Liam Brearley             | William Izzard     | Dylan Okurowski           |
| 12. | 27 stycznia 2018 | Big White Ski Resort        | SX         | Danny Bourgeois           | Henry Collins      | Mike Lacroix              |
| 13. | 28 stycznia 2018 | Big White Ski Resort        | SX         | Danny Bourgeois           | Mckinzie Edwards   | Henry Collins             |
| 14. | 1 lutego 2017    | Holiday Valley Resort       | PGS        | Arnaud Gaudet             | Jules Lefebvre     | Steven McCutcheon         |
| 15. | 2 lutego 2017    | Holiday Valley Resort       | PGS        | Jules Lefebvre            | Arnaud Gaudet      | Richard Riley Kilmer-Choi |
| 16. | 5 lutego 2018    | Blue Mountain               | PGS        | Darren Gardner            | Arnaud Gaudet      | Sebastien Beaulieu        |
| 17. | 6 lutego 2018    | Blue Mountain               | PSL        | Sebastien Beaulieu        | Ryan Rosencranz    | Jules Lefebvre            |
| 18. | 8 lutego 2018    | Craigleith                  | SX         | Senna Leith               | Evan Bichon        | Riley Howell              |
| 19. | 9 lutego 2018    | Craigleith                  | SX         | Senna Leith               | Danny Bourgeois    | Henry Collins             |
| 20. | 9 lutego 2018    | Mount St Louis Moonstone    | SS         | Nicolas Laframboise       | Jeremy Langevin    | Jadyn Chomlack            |
| 21. | 10 lutego 2018   | Mount St Louis Moonstone    | HP         | Jack Collins              | Shane Serrano      | Braeden Adams             |
| 22. | 13 lutego 2018   | Sunday River Resort         | SX         | Danny Bourgeois           | Senna Leith        | Kurt Hoshino              |
| 23. | 14 lutego 2018   | Sunday River Resort         | SX         | Danny Bourgeois           | Senna Leith        | Michael Perle             |
| 24. | 20 lutego 2018   | Toronto Ski Club            | PSL        | Robert Burns              | Arnaud Gaudet      | Emilie Gaudet             |
| 25. | 21 lutego 2018   | Toronto Ski Club            | PSL        | Robert Burns              | Jules Lefebvre     | Steven McCutcheon         |
| 26. | 22 lutego 2018   | Mont Orignal                | SX         | Liam Moffatt              | Angus Pennington   | Evan Bichon               |
| 27. | 23 lutego 2018   | Mont Orignal                | SX         | Danny Bourgeois           | Liam Moffatt       | Henry Collins             |
| 28. | 27 lutego 2018   | Park City                   | HP         | Chase Blackwell           | Joshua Bowman      | Jason Wolle               |
| 29. | 28 lutego 2018   | Park City                   | SS         | Lyon Farrell              | Sean Fitzsimons    | Dave Retzlaff             |
| 30. | 6 marca 2018     | Canada Olympic Park         | HP         | Shawn Fair                | Jason Wolle        | Jack Collins              |
| 31. | 8 marca 2018     | Canada Olympic Park         | SS         | William Buffey            | Liam Brearley      | Sean Fitzsimons           |
| 32. | 7 marca 2018     | Sugarloaf                   | SX         | Henry Collins             | Danny Bourgeois    | Liam Moffatt              |
| 33. | 8 marca 2018     | Sugarloaf                   | SX         | Danny Bourgeois           | Evan Bichon        | Cole Johnson              |
| 34. | 15 marca 2018    | Mammoth Mountain Ski Resort | HP         | Chase Blackwell           | Jason Wolle        | Joshua Bowman             |
| 35. | 16 marca 2018    | Mammoth Mountain Ski Resort | SS         | Odwołano                  | Odwołano           | Odwołano                  |
| 36. | 22 marca 2018    | Big White Ski Resort        | SX         | Eliot Grondin             | Kevin Hill         | Liam Moffatt              |
| 37. | 28 marca 2018    | Ski Copper                  | SX         | Cole Johnson              | Senna Leith        | Evan Bichon               |
| 38. | 29 marca 2018    | Ski Copper                  | SX         | Cole Johnson              | Senna Leith        | Evan Bichon               |
| 39. | 1 kwietnia 2018  | Copper Mountain Resort      | SX         | Cole Johnson              | Eliot Grondin      | Senna Leith               |
| 40. | 2 kwietnia 2018  | Copper Mountain Resort      | PGS        | Choi Bo-gun               | Jules Lefebvre     | Sebastien Beaulieu        |
| 41. | 3 kwietnia 2018  | Copper Mountain Resort      | PSL        | Darren Gardner            | Sebastien Beaulieu | Arnaud Gaudet             |

### Klasyfikacje
| Lp. | Zawodnik                  | Punkty  |
| --- | ------------------------- | ------- |
| 1.  | Arnaud Gaudet             | 2600,00 |
| 2.  | Steven McCutcheon         | 2200,00 |
| 3.  | Jules Lefebvre            | 2180,00 |
| 4.  | Michael Nazwaski          | 2150,00 |
| 5.  | Robert Burns              | 1685,00 |
| 6.  | Richard Riley Kilmer-Choi | 1675,00 |
| 7.  | Ryan Rosencranz           | 1550,00 |
| 8.  | Sebastien Beaulieu        | 1500,00 |
| 9.  | Dylan Udolf               | 1470,00 |
| 10. | Darren Gardner            | 1395,00 |

| Lp. | Zawodnik            | Punkty  |
| --- | ------------------- | ------- |
| 1.  | Jeremy Langevin     | 1205,00 |
| 2.  | Liam Brearley       | 1200,00 |
| 3.  | William Buffey      | 865,00  |
| 4.  | Jadyn Chmolack      | 785,00  |
| 5.  | Mateo Massitti      | 780,00  |
| 6.  | Nicolas Laframboise | 770,00  |
| 7.  | William Izzard      | 755,00  |
| 8.  | Sean Fitzsimons     | 700,00  |
| 9.  | John McDougall      | 600,00  |
| 10. | Sean Miskiman       | 554,10  |

| Lp. | Zawodnik         | Punkty  |
| --- | ---------------- | ------- |
| 1.  | Danny Bourgeois  | 3000,00 |
| 2.  | Senna Leith      | 2600,00 |
| 3.  | Henry Collins    | 2050,00 |
| 4.  | Liam Moffatt     | 2000,00 |
| 5.  | Evan Bichon      | 1950,00 |
| 6.  | Cole Johnson     | 1945,00 |
| 7.  | Angus Pennington | 1460,00 |
| 8.  | Mike Lacroix     | 1395,00 |
| 9.  | Mckinzie Edwards | 1230,00 |
| 10. | Paul Kamisky     | 1150,00 |

| Lp. | Zawodnik        | Punkty  |
| --- | --------------- | ------- |
| 1.  | Shawn Fair      | 1400,00 |
| 2.  | Jack Collins    | 1360,00 |
| 3.  | Jason Wolle     | 1160,00 |
| 4.  | Chase Blackwell | 1000,00 |
| 5.  | Owen Wopnford   | 995,00  |
| 6.  | Raibu Katayama  | 800,00  |
| 6.  | Yūto Totsuka    | 800,00  |
| 6.  | Naito Ando      | 800,00  |
| 9.  | Braeden Adams   | 774,00  |
| 10. | Joshua Bowman   | 700,00  |

### Kobiety
| Lp  | Data             | Miejscowość                 | Dyscyplina | 1. Miejsce                 | 2. Miejsce              | 3. Miejsce                  |
| --- | ---------------- | --------------------------- | ---------- | -------------------------- | ----------------------- | --------------------------- |
| 1.  | 9 grudnia 2017   | Steamboat Ski and Resort    | PGS        | Millie Bongiorno           | Jennifer Hawkrigg       | Maggie Carrigan             |
| 2.  | 10 grudnia 2017  | Steamboat Ski and Resort    | PSL        | Jennifer Hawkrigg          | Maggie Carrigan         | Millie Bongiorno            |
| 3.  | 12 grudnia 2017  | Copper Mountain Resort      | HP         | Torah Bright               | Sena Tomita             | Hikaru Ōe                   |
| 4.  | 13 grudnia 2017  | Copper Mountain Resort      | HP         | Kurumi Imai                | Torah Bright            | Hikaru Ōe                   |
| 5.  | 15 grudnia 2017  | Buck Hill                   | PSL        | Jennifer Hawkrigg          | Marianne Laurin-Lalonde | Karina Bladon               |
| 6.  | 16 grudnia 2017  | Buck Hill                   | PSL        | Jennifer Hawkrigg          | Marianne Laurin-Lalonde | Karina Bladon               |
| 7.  | 17 grudnia 2017  | Buck Hill                   | PSL        | Karina Bladon              | Jennifer Hawkrigg       | Abby van Groningen          |
| 8.  | 3 stycznia 2018  | Le Relais                   | PGS        | Millie Bongiorno           | Jennifer Hawkrigg       | Marianne Laurin-Lalonde     |
| 9.  | 4 stycznia 2018  | Le Relais                   | PGS        | Jennifer Hawkrigg          | Millie Bongiorno        | Marianne Laurin-Lalonde     |
| 10. | 23 stycznia 2018 | Sun Peaks                   | SS         | Jasmine Baird              | Sommer Gendron          | Baily McDonald              |
| 11. | 24 stycznia 2018 | Sun Peaks                   | SS         | Sommer Gendron             | Jasmine Baird           | Ty Schnorrbusch             |
| 12. | 27 stycznia 2018 | Big White Ski Resort        | SX         | Emilie-Kate Robinson-Leith | Danielle Steinhoff      | Rosemarie Begin Tanguay     |
| 13. | 28 stycznia 2018 | Big White Ski Resort        | SX         | Emilie-Kate Robinson-Leith | Livia Molodyh           | Ellise Turner               |
| 14. | 1 lutego 2017    | Holiday Valley Resort       | PGS        | Megan Farrell              | Katrina Gerencser       | Jennifer Hawkrigg           |
| 15. | 2 lutego 2017    | Holiday Valley Resort       | PGS        | Megan Farrell              | Katrina Gerencser       | Jennifer Hawkrigg           |
| 16. | 5 lutego 2018    | Blue Mountain               | PGS        | Megan Farrell              | Katrina Gerencser       | Rebecca Letourneau-Duynstee |
| 17. | 6 lutego 2018    | Blue Mountain               | PSL        | Megan Farrell              | Jennifer Hawkrigg       | Katrina Gerencser           |
| 18. | 8 lutego 2018    | Craigleith                  | SX         | Ellise Turner              | Kerri Lynch             | Christina Taylor            |
| 19. | 9 lutego 2018    | Craigleith                  | SX         | Stacy Gaskill              | Kerri Lynch             | Katie Wilson                |
| 20. | 9 lutego 2018    | Mount St Louis Moonstone    | SS         | Jasmine Baird              | Baily McDonald          | Sommer Gendron              |
| 21. | 10 lutego 2018   | Mount St Louis Moonstone    | HP         | Taylor Obregon             | Becca Ballantyne        | Baily McDonald              |
| 22. | 13 lutego 2018   | Sunday River Resort         | SX         | Emily Boyce                | Danielle Steinhoff      | Stacy Gaskill               |
| 23. | 14 lutego 2018   | Sunday River Resort         | SX         | Anna Miller                | Stacy Gaskill           | Anne Cagne                  |
| 24. | 20 lutego 2018   | Toronto Ski Club            | PSL        | Megan Farrell              | Katrina Gerencser       | Emma van Groningen          |
| 25. | 21 lutego 2018   | Toronto Ski Club            | PSL        | Megan Farrell              | Maggie Carrigan         | Katrina Gerencser           |
| 26. | 22 lutego 2018   | Mont Orignal                | SX         | Danielle Steinhoff         | Stacy Gaskill           | Anna Miller                 |
| 27. | 23 lutego 2018   | Mont Orignal                | SX         | Emily Boyce                | Danielle Steinhoff      | Anna Miller                 |
| 28. | 27 lutego 2018   | Park City                   | HP         | Anna Valentine             | Tessa Maud              | Jade Thurgood               |
| 29. | 28 lutego 2018   | Park City                   | SS         | Courtney Rummel            | Jade Thurgood           | Ty Schnorrbusch             |
| 30. | 6 marca 2018     | Canada Olympic Park         | HP         | Calynn Irwin               | Becca Ballantyne        | Taylor Obregon              |
| 31. | 8 marca 2018     | Canada Olympic Park         | SS         | Jasmine Baird              | Sommer Gendron          | Baily McDonald              |
| 32. | 7 marca 2018     | Sugarloaf                   | SX         | Stacy Gaskill              | Anna Miller             | Kiersten Edwards            |
| 33. | 8 marca 2018     | Sugarloaf                   | SX         | Anna Miller                | Emma Downing            | Danielle Steinhoff          |
| 34. | 15 marca 2018    | Mammoth Mountain Ski Resort | HP         | Tessa Maud                 | Summer Fenton           | Anna Valentine              |
| 35. | 15 marca 2018    | Mammoth Mountain Ski Resort | SS         | Hailee Mattingley          | Jade Thurgood           | Courtney Rummel             |
| 36. | 22 marca 2018    | Big White Ski Resort        | SX         | Tess Critchlow             | Katie Anderson          | Luana Cherecheş             |
| 37. | 28 marca 2018    | Ski Copper                  | SX         | Stacy Gaskill              | Kiersten Edwards        | Isabella Gomez              |
| 38. | 29 marca 2018    | Ski Copper                  | SX         | Stacy Gaskill              | Kiersten Edwards        | Isabella Gomez              |
| 39. | 1 kwietnia 2018  | Copper Mountain Resort      | SX         | Livia Molodyh              | Colleen Healey          | Danielle Steinhoff          |
| 40. | 2 kwietnia 2018  | Copper Mountain Resort      | PGS        | Carolin Langenhorst        | Maggie Carrigan         | Megan Farrell               |
| 41. | 3 kwietnia 2018  | Copper Mountain Resort      | PSL        | Carolin Langenhorst        | Megan Farrell           | Maggie Carrigan             |

### Klasyfikacje
| Lp. | Zawodniczka             | Punkty  |
| --- | ----------------------- | ------- |
| 1.  | Megan Farrell           | 3000,00 |
| 2.  | Jennifer Hawkrigg       | 2800,00 |
| 3.  | Millie Bongiorno        | 2200,00 |
| 4.  | Katrina Gerencser       | 2200,00 |
| 5.  | Maggie Carrigan         | 2025,00 |
| 6.  | Karina Bladon           | 1850,00 |
| 7.  | Marianne Laurin-Lalonde | 1850,00 |
| 8.  | Emma van Groningen      | 1430,00 |
| 9.  | Kaiya Kizuka            | 1335,00 |
| 10. | Abby van Groningen      | 1205,00 |

| Lp. | Zawodniczka        | Punkty  |
| --- | ------------------ | ------- |
| 1.  | Jasmine Baird      | 2060,00 |
| 2.  | Sommer Gendron     | 1850,00 |
| 3.  | Baily McDonald     | 1360,00 |
| 4.  | Marguerite Sweeney | 1060,00 |
| 5.  | Ty Schnorrbusch    | 850,00  |
| 6.  | Courtney Rummel    | 800,00  |
| 7.  | Jade Thurgood      | 800,00  |
| 8.  | Hailee Mattingley  | 725,00  |
| 9.  | Jackie Carlson     | 720,00  |
| 10. | Isabella Gomez     | 695,00  |

| Lp. | Zawodniczka        | Punkty  |
| --- | ------------------ | ------- |
| 1.  | Stacy Gaskill      | 2800,00 |
| 2.  | Danielle Steinhoff | 2300,00 |
| 3.  | Anna Miller        | 2300,00 |
| 4.  | Kiersten Edwards   | 1730,00 |
| 5.  | Emily Boyce        | 1630,00 |
| 6.  | Emma Downing       | 1455,00 |
| 7.  | Livia Molodyh      | 1410,00 |
| 8.  | Ellise Turner      | 1370,00 |
| 9.  | Anne Gagne         | 1360,00 |
| 10. | Luana Cherecheş    | 1340,00 |

| Lp. | Zawodniczka      | Punkty  |
| --- | ---------------- | ------- |
| 1.  | Taylor Obregon   | 2800,00 |
| 2.  | Tessa Maud       | 2300,00 |
| 3.  | Becca Ballantyne | 2300,00 |
| 4.  | Torah Bright     | 1730,00 |
| 5.  | Anna Valentine   | 1630,00 |
| 6.  | Kurumi Imai      | 1455,00 |
| 7.  | Emily Arthur     | 1410,00 |
| 8.  | Calynn Irwin     | 1370,00 |
| 9.  | Jade Thurgood    | 1360,00 |
| 10. | Hikaru Ōe        | 1340,00 |